# Чурсья
Чурсья — посёлок в Опаринском районе Кировской области, входит в Опаринское городское поселение. Находится в эксклаве внутри Прилузского района Республики Коми, в 14 км от границ основной части области.
Правительствами обоих субъектов в 2009 году создана рабочая группа по вопросу переселения посёлка.

## Описание
Посёлок находится в лесах в 32 км к северо-востоку от поселка городского типа Опарино и в 167 км к северо-северо-западу от города Кирова. Расположен на берегах рек Ула и Чурсь вблизи места их слияния.
К посёлку была проложена железнодорожная ветка от проходящей рядом узкоколейной железной дороги Опаринского леспромхоза, которая была полностью разобрана к ноябрю 2020 года.
Автомобильное сообщение с посёлком затруднено из-за лесов и отсутствия дорог с твёрдым покрытием. Проезд возможен на болотоходе в летний период и по зимнику в зимний период.

## История
Посёлок при лесозаготовках был построен в 1957 году для нужд системы исправительных лагерей силами заключённых. В январе 1960 года был передан из Кировской области в Коми АССР. В августе 1963 года переподчинён Кировской области без изменения границ. Поселок строили и работали в нем переехавшие рабочие с Горьковской области. Много людей приехало с д. Ула и с. Верхолузье, а также с других республик и областей.
С 1969 по 2006 год посёлок являлся центром сельсовета / сельского округа. Численность населения доходила до 900 человек. В посёлке действовали школа, почтовое отделение, медпункт, магазин (ныне закрыты).
В ноябре 2003 года Кировское законодательное собрание инициировало разбирательства по поводу принадлежности поселка, налоги из которого поступают в бюджет Коми, а жизнеобеспечение населенного пункта поддерживает Кировская область.
В 2005 году поселок отошел Кировской области.
В 2009 году создана рабочая группа по вопросу переселения посёлка. В 2013 году губернатор Кировской области Никита Белых, заявил, что жители поселка скоро будут переселены.
В 2019 году произошел пожар. Пожар начался 2 мая 2019 года около 14:00, пожар тушили местные жители, потом пожарные. Полностью сгорели 10 домов, из которых 4 — жилые частные. Условием, способствующим развитию пожара, являлось удаленность населенного пункта от районного центра, отсутствие дорожного сообщения, сильный ветер.

## Инфраструктура
В 2009 году леспромхоз прекратил деятельность в посёлке. В 2013 году закрылась поселковая школа (на момент закрытия насчитывала 3 учащихся). Периодически действовало пассажирское сообщение с поселком Опарино по железной дороге — вместе с поездом в Чурсью доставляли продукты, товары первой необходимости на продажу и почта. В 2020 узкоколейку железной дороги Опаринского ЛПХ разобрали до поселка Опарино.

## Население
Ввиду труднодоступности и неперспективности посёлка и отсутствия рабочих мест численность населения быстро сокращается:
В 2010 году — 80 человек (русские — 75 %, коми — 17 %), в 2012 году — 55 человек.
В 2019 году было 13 постоянно проживающих из 132 прописанных.